# Покровська церква (Луганське)
Покровська церква села Луганське (Свято-Покровський храм) — православна церква УПЦ МП, яка діє в селище Луганське Бахмутский район Донецька область з 1898 року по теперішній час.

## Розташування
Покровська церква розташована в західній частині селища Луганське Бахмутский район Донецький область, на правому березі річки Лугань, та на правому березі річки Карапулька (правому притоку річки Лугань).

## Історія
Побудована в 1898 році. Будівництво церкви відбувалося на кошти мешканця села Луганське — Бурдуна (Левченко) Івана Евтихиевича. На території церкви зберіглася його могила, з таким написом: «Иван Евтихиевич Левченко. Он много пожертвовал деньгами и вещами на построение и украшение святого Покровского храма в селе Луганском и много потрудился для этого храма, да воздаст ему Господь сторицею за его любовь к дому Божьему».
У 1922—1923 роках Бахмутський окрвиконком на основі вимог і документів вищестоящих організацій приймає рішення про закриття та вилучення церковних цінностей.  
30 травня 1922 року були зібрані акти комісії з втрат та відсутності церковних речей за описами до 1917 року та надіслані до облЮсту для притягнення до кримінальної відповідальності церковного причту. У Покровській церкві за описом 1899 року були відсутні: ікона 12 святих срібна, риза, яка коштувала 30 рублів та срібне кадило. Священик Пшеничний отримав для служіння чашу, дискос, звездицю, ковшець, дароносицю загальною вагою 3,6 фунти. За залишену утварь мирянам треба було внести 3,6 фунти срібла за «квитанцією» до райфінвідділу. Раніше з церкви були вилучені дароносиця та хрест вагою 2 фунти срібла.
Церква була побудована досить якісно, тому з дня свого заснування до 2000-х років не потребував ремонтних робіт. Ремонтні роботи в церкві вперше проведені лише в 2006—2008 роках.
В 2019 році священик Покровської церкви під приводом «аварійного стану дерев'яного купола» провів демонтаж верхньої дерев'яної частини будівлі. Жодних офіційних повідомленнь до громади про зміну фасадного виду (реконструкцію) церкви не надходило. Дах закритий дерев'яними дошками та полієтиленової плівкою. В таком стані церква знаходилася до 2024 року, частково потерпаючи від опадів.

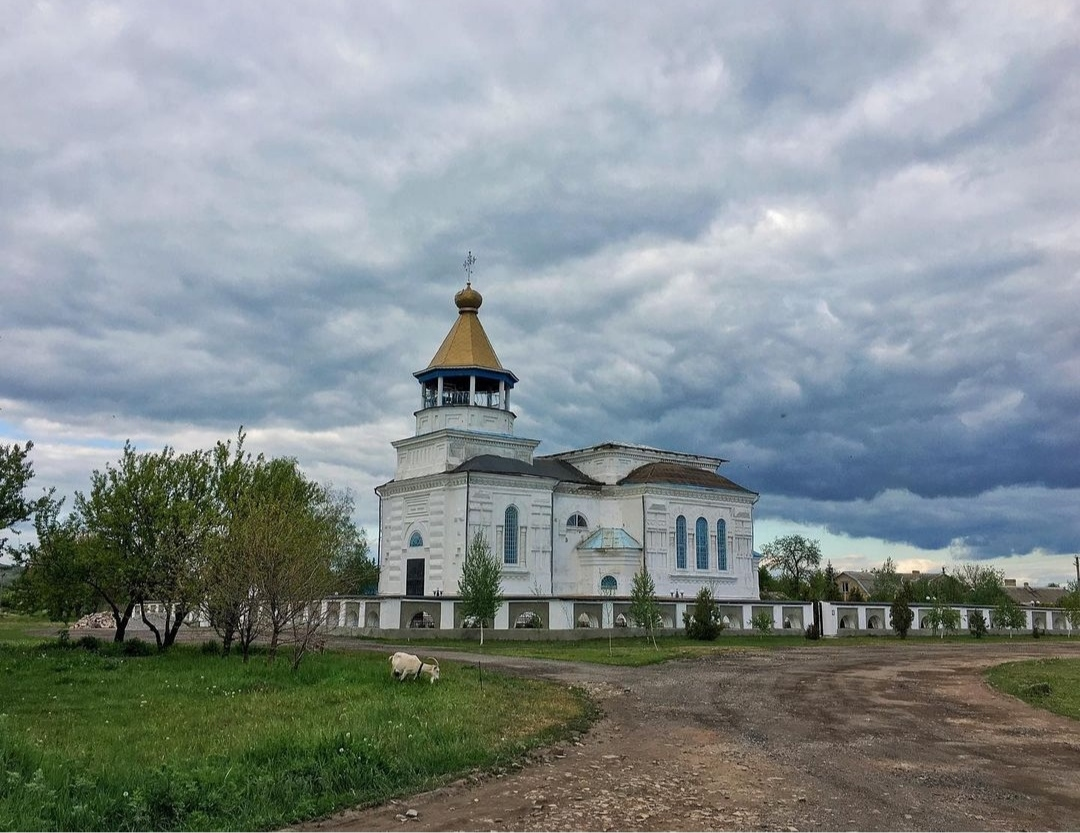
Покровська церква селище Луганське 2020 рік

## Метричні книги
В Державному архіві Донецької області (ДАДО) у фонді 331 опис 1 зберігаються метричні книги Покровської церкви Катеринославської духовної консисторії, с. Луганське Бахмутського повіту Катеринославської губернії.